# 道经

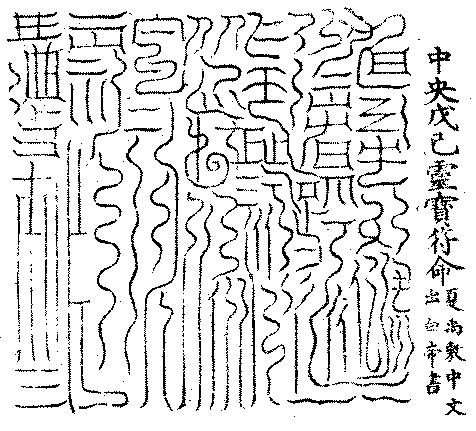
中央戊己靈寶符命。夏禹敷中文，出白帝書。來源：《靈寶五符》

道經，指道教經典。古時候又以「雲笈」、「天章」、「寶文」、「神書」、「玉緯」、「金函」、「仙經」、「丹書」、「道書」等詞稱呼道經。道經的總集稱為「道藏」，為道教的一切經。
按道教傳說，道教經誥起於諸天之上、妙氣所成形的自然天書，由三清境三位尊神，玉清境天寶君、上清境靈寶君及太清境神寶君各自說講洞真、洞玄、洞神十二部經，合三十六部尊經，再輾轉由高聖仙真傳授給道教各派祖師，流佈人間。道士皈依誦曰：「第二皈神三十六部尊經，得聞正法，故曰經寶」，即要求皈依天尊所講真經。
就歷史而論，道教在一千八百年的發展過程中，攬收先秦老莊典籍，經過長期的宗教實踐活動，並吸收、變造兩漢的方術、數術、讖緯，與佛典，在教理教義、教規教戒，修煉方術、齋醮科儀等方面，形成了卷帙浩繁、駁雜多端的經籍書文。

## 概要
道教流派眾多，歷史上不同流派、不同時期的道士所傳承的經籙、丹書、修煉方術、齋醮科儀各有側重，在漫長的流傳過程中，增刪去取，而產生了多樣化的發展。儘管後世衍生的流派眾多，道教的基本信念和追求目標，皆源自老子無為不爭、虛無清靜之「道」，其宗旨在於去除邪雜心念的牽累，澡雪心神，積精聚氣，累德增善，經長久修行，最終與道合真；入世則旁通治術，出世則長生成仙。
從現代觀點來看，道教一切經可概括為講說道的起源展開，及大羅天界與冥府陰間的教義部門，演示符呪法術與驅邪祓厄齋醮的方術部門，金丹修煉與養氣調息的醫術部門，以及豎立道教戒規的倫理部門。道教典籍雖多，當代道士大多以唸誦《玉皇經》、《三官經》、《功課經》、《清靜經》為主，鑽研道學者才會奉習《道德經》、《南華經》、《黃庭經》以及《悟真篇》、《参同契》等書。通行的道教護身咒語，則有遣召丁甲神將的「六甲秘祝」、北帝煞鬼的「天蓬神咒」、役使雷霆的「金光神咒」。
林语涵所著《中国传统文化基本知识》一書，則開列了二十六部主要的道教經典：《道德真經》《南華真經》《文始真經》《沖虛真經》《通玄真經》《度人妙經》《陰符經》《清靜經》《西昇經》《心印經》《黃庭外景經》《黃庭內景經》《玉皇經》《玉樞經》《三官經》《北斗經》《周易参同契》《悟真篇》《太上老君內觀經》《洞玄靈寶定觀經》《太上感應篇》《文昌帝君陰騭文》《坐忘論》《化書》《重陽立教十五論》《龍門心法》。
鑑於道書繁多，歷代道士因之擷采章句，彙編成類書，亦擇取精要，編為叢書，如《無上秘要》《道教義樞》《雲笈七籤》，外丹術著作《庚道集》，內丹術著作《修真十書》《道樞》，咒語書《太上三洞神呪》，術法書《金鎖流珠引》《道法會元》，齋醮書《靈寶玉鑑》《道門科範大全集》《靈寶領教濟度金書》《無上黃籙大齋立成儀》。
|  | \| \| 老子 (道德經) \| \| \| \| \| \| 莊子 (南華經) \| \| \| \| \| \| 文子 (通玄經) ／ 淮南子 \| \| \| \| \| \| 老子河上公章句 \| \| \| \| |
|  | |
|  | 老子 (道德經) |
|  | |
|  | 莊子 (南華經) |
|  | |
|  | 文子 (通玄經) ／ 淮南子 |
|  | |
|  | 老子河上公章句 |
|  | |

|  | 老子 (道德經)           |
|  |                         |
|  | 莊子 (南華經)           |
|  |                         |
|  | 文子 (通玄經) ／ 淮南子 |
|  |                         |
|  | 老子河上公章句          |
|  |                         |

|  | \| \| 老子 (道德經) \| \| \| \| \| \| 莊子 (南華經) \| \| \| \| \| \| 文子 (通玄經) ／ 淮南子 \| \| \| \| \| \| 老子河上公章句 \| \| \| \| |
|  | |
|  | 老子 (道德經) |
|  | |
|  | 莊子 (南華經) |
|  | |
|  | 文子 (通玄經) ／ 淮南子 |
|  | |
|  | 老子河上公章句 |
|  | |

|  | 老子 (道德經)           |
|  |                         |
|  | 莊子 (南華經)           |
|  |                         |
|  | 文子 (通玄經) ／ 淮南子 |
|  |                         |
|  | 老子河上公章句          |
|  |                         |

| 道經丹書 | \| \| 靈寶元始無量度人經 \| \| \| \| \| \| 太上老君常清靜經 \| \| \| \| \| \| 玉皇心印經 \| \| \| \| \| \| 太上黃庭經 \| \| \| \| \| \| 黃帝陰符經 \| \| \| \| \| \| 周易參同契 \| \| \| \| \| \| 悟真篇 \| \| \| \| |
|          | \| \| 靈寶元始無量度人經 \| \| \| \| \| \| 太上老君常清靜經 \| \| \| \| \| \| 玉皇心印經 \| \| \| \| \| \| 太上黃庭經 \| \| \| \| \| \| 黃帝陰符經 \| \| \| \| \| \| 周易參同契 \| \| \| \| \| \| 悟真篇 \| \| \| \| |
|          | 靈寶元始無量度人經 |
|          | |
|          | 太上老君常清靜經 |
|          | |
|          | 玉皇心印經 |
|          | |
|          | 太上黃庭經 |
|          | |
|          | 黃帝陰符經 |
|          | |
|          | 周易參同契 |
|          | |
|          | 悟真篇 |
|          | |

|  | 靈寶元始無量度人經 |
|  |                    |
|  | 太上老君常清靜經   |
|  |                    |
|  | 玉皇心印經         |
|  |                    |
|  | 太上黃庭經         |
|  |                    |
|  | 黃帝陰符經         |
|  |                    |
|  | 周易參同契         |
|  |                    |
|  | 悟真篇             |
|  |                    |

| 符籙 | 五嶽真形圖   |
|      | 五嶽真形圖   |
|      | 靈寶天文五符 |
|      |              |
|      | 正一盟威符籙 |
|      |              |

| 類書 | 道教義樞 |
|      | 道教義樞 |
|      | 雲笈七籤 |
|      |          |
|      | 道樞     |
|      |          |

## 傳佈

### 方仙之道
早期的道教，習尚道家、陰陽家、神仙家思想，通曉巫鬼之道、方技要訣。以張陵為首的張天師世家，和葛玄、葛洪，同為道教初期的重要世家和道流，當時流傳的道書，以《老子河上公章句》、《老子想爾注》、《老子中經》、《正一法文天師教誡科經》、《太上正一盟威法籙》、《太平經》、《三皇天文》、《靈寶五符天文》、《五嶽真形圖》、《太清丹經》、《九鼎丹經》為主，囊括符籙上章、金丹藥餌、按摩導引、吐吶行氣、房中補精等方術，《抱朴子》為此一時期各種神仙方術理論的總結，尤重金丹（外丹）的功效。
《列仙傳》、《神仙傳》記載了上古三代至秦漢神仙的事蹟，東漢時則有神化老子的著作撰出。

### 三洞經教
至東晉末年，尊崇元始天尊、元始天王、太上大道君、玉晨大道君的上清經系和靈寶經系開始廣泛流傳。南朝廬山道士陸修靜，「祖述三張，弘衍二葛」，以上清、靈寶、三皇「總括三洞」，編制了《三洞經書目錄》。上清經系，以《上清大洞真經》、《黃庭經》為要，茅山道士陶弘景作《真誥》、《登真隱訣》，教人「存思」身外景物、身中諸神，守「三元真一」，乃至於守「腦九宮」，徊風混合為「帝一」；靈寶經系，以《元始赤書五篇真文》摹畫自然真文，《昇玄步虛章》吟詠洞章，洗心奉齋，《靈寶度人經》宣揚「仙道貴生，無量度人」之旨，并餘諸經演說科儀齋法、教戒緣起。
在三洞體系以外，又有馬跡山道士王纂，傳出《洞淵神咒經》，北朝嵩山道士寇謙之宣說《老君音誦誡經》，樓觀道道士，傳揚《化胡經》、《西昇經》、《開天經》、《妙真經》，此外還有天師道的《三天內解經》、《女青鬼律》、《赤松子章曆》等，多屬於較為尊崇太上老君的經典。北周武帝宇文邕，令通道觀學士編纂《無上秘要》，集此一時期道書精要之大成。當時還傳有《真靈位業圖》梳理了道教的神仙譜系，《養性延命錄》述養生延年的要訣，以及《洞玄靈寶五感文》、《洞玄靈寶授度儀》論齋法要旨與儀軌。
隋唐道士重新闡發《老》《莊》《文》《列》等道家書籍，融通佛教中觀空性的思想，以重玄為宗，傳揚《昇玄內教經》、《真一本際經》，並有《道體論》、《坐忘論》、司馬承禎《服氣精義論》、吳筠《玄綱論》、譚峭《化書》、成玄英《道德經開題序訣義疏》《莊子疏》、杜光庭《道德真經廣聖義》《道教靈驗記》《道門科範大全集》、張萬福《三洞眾戒文》、朱法滿《要修科儀戒律鈔》等論著，潘師正《道門經法相承次序》、孟安排《道教義樞》為此一時期義理的重要總結。
這段時期，也確立三洞四輔體系，以及從「正一」至「太玄」、「洞神」、「洞玄靈寶」，最終到「洞真上清」的經籙法位制度。北宋天禧年間，張君房總括道藏七部精要，編成《雲笈七籤》，即特別突出「洞真上清」的地位。除了重玄思想，當時還有《定觀》、《內觀》、《清靜》、《太古》、《大通》、《胎息》、《消災護命經》、《生天得道經》、《得道了身經》、《虛皇四十九章經》等談論「靜心養性」的小型經典，以及《天童護命經》、《北帝天蓬護命經》等護身咒流傳開來。
在唐代以後，須經過嚴格的考試，熟讀《道德經》、《度人經》等，才能獲得「度牒」受度入道。

### 性命雙修
逮至宋元，道教與易學合流，宗奉鍾離權、呂洞賓、陳摶等人，重新闡發《黃庭經》、《周易參同契》，開創內丹術「性命雙修」之法。最著者，為張伯端顯《道德》、《陰符》隱旨，所作的內丹祖書《悟真篇》。另有全真祖師王重陽，提倡三教本一家，勸人誦《心經》、《孝經》、《道德》、《清靜》，作《重陽全真集》、《重陽教化集》、《重陽立教十五論》等，闡明「真功、真行」的全真宗旨。張、王二人皆獨以「內丹鍊養」為登真成仙之道，斥服氣、符祝、外丹、房中為旁門小術。
此段期間還有《指玄篇》、《金丹四百字》、《靈源大道歌》、《靈寶畢法》、《鍾呂傳道集》、《西山群仙會真記》、《諸真內丹集要》、《真仙直指語錄》、陳虛白《規中指南》、陳致虛《金丹大要》、李道純《中和集》、白玉蟾《海瓊玉蟾先生文集》《海瓊白真人語錄》、王志謹《盤山棲雲王真人語錄》、張三丰《大道論》等眾多內丹術著作，以及集煉養要語大成的《道樞》，內丹命功修煉精要的《心印經》流傳。
內丹術同時也促成煉養與符咒結合的雷法盛行，而以神霄派、清微派、天心派最為活躍，計有《道法會元》、《清微丹訣》、《上清天心正法》、白玉蟾《道法九要》、薩守堅《雷說》《內天罡訣法》、張繼先《明真破妄章頌》等專著，並有與之關係密切的《雷霆玉樞寶經》《雷霆玉經》及其科儀傳出。
陸修靜以來的靈寶齋法，也得到進一步的發展，而有《靈寶玉鑑》、《靈寶領教濟度金書》、《上清靈寶大法》等靈寶齋法的編纂，尤以「煉度儀」為靈寶之要，視《九天生神章》、《靈寶救苦經》等為煉度亡魂之秘文。奉許遜為祖師，強調「本心淨明，忠孝為貴」的淨明道，則傳下《淨明忠孝全書》。
此外，宣說天庭之主玉皇上帝來歷功德的《玉皇經》，召真武大帝收斷妖魔的《真武經》，祈請北斗本命星君消災延壽的《北斗經》，以及宣揚天人感應和善惡報應思想的《太上感應篇》，也在此時廣為流行。南宋紹熙年間，有道士謝守灝編纂了最為全面的老君神話傳記《太上老君混元聖紀》。元代浮雲山道士趙道一修撰《歷世真仙體道通鑑》，收神仙、道士899人的傳記。
公元1222年，長春真人丘處機前往西域見成吉思汗，三次向其講道。其談道論玄之言，由成吉思汗的近侍耶律楚材記為《玄風慶會錄》，欲使「天下共知玄風慶會一段奇事」。

### 正一全真
明、清以後，天下道門逐漸收攏為或居宮觀，或設道壇作「法事」的正一道，以授籙來奏職，以及居十方叢林宮觀行「清修」的全真道，以傳戒來撥職（全真道在金、元時仍戒籙並傳，後來只傳戒），並在元、明之時有全真《金蓮正宗記》《甘水仙源錄》、正一《漢天師世家》、上清《茅山志》的道門譜錄編纂。鑑於歷代道藏均已湮滅不存，明成祖、明英宗敕令萬法宗壇龍虎山張天師主持《正統道藏》編修，全藏以《元始無量度人上品妙經》居首。明神宗萬曆年間又刻印《續道藏》，增收《三官經》、洪應明《長生詮經》《無生訣經》《消搖墟經》、朱權《天皇至道太清玉冊》等道書。明代編修有《歷代神仙通鑑》，又名《三教同原錄》，廣收仙佛聖賢之傳說。
明末清初時，道教逐漸形成早晚課誦的風氣，而編集《功課經》。清初，龍門派王常月住持第一叢林白雲觀開壇授戒，傳下《龍門心法》。這段時期，也產出不少內丹著作，陸西星《方壺外史》，伍守陽《天仙正理直論》，劉一明《修真九要》，李西月《三車秘旨》，黃元吉《樂育堂語錄》等，作者不詳的《性命圭旨》、《太乙金華宗旨》也頗為流行。晚清、民國以來，又有趙避塵的《性命法訣明指》等。
正一道龍虎山天師張宇初《道門十規》、全真教龍門派道士王常月《初眞戒律》、閔一得《全真參訪集》等列出了當時重視的道門要典，而在清朝嘉慶、光緒年間，天仙派刻印《重刊道藏輯要》收錄道藏精要，新增不少題為「孚佑上帝」、「八洞仙祖」、「文昌帝君」的乩仙之作。
民國時期，有以黃帝《陰符經》，老子《道德經》，莊子《南華經》，及《黃庭經》與《文始經》為「道教五大經典」的說法，而北京白雲觀每年冬季會對《陰符經》《道德經》《文始經》《南華經》《沖虛經》《功課經》《化書》《參同契》《悟真篇》等重要經典進行講學。《功課經》《玉皇經》《三官經》《清靜經》等，成為道士平日在宮廟必備的誦讀功課。
此外，民間鸞壇的盛行，造作出各種雜揉儒釋道思想，敬奉地方民間信仰神明的經書和善書。而以氣功為名，標榜可強身健體的鍊養方法，也因其通俗、簡便而流傳開來。

### 占驗雜術
歷代皆不乏兼習醫方與術數的道士，近代以五術「仙、醫、命、卜、相」稱之。除仙經丹書外，還會研讀一些醫命卜相等雜術，如：
- 醫：《黃帝內經》《聖濟經》《傷寒雜病論》《千金要方》《千金翼方》《枕中方》《和劑局方（日语：和剤局方）》《神農本草經》《本草綱目》《脈經》《瀕湖脈學》《奇經八脈考》《針灸甲乙經》《針灸大成》
- 命：《五行精紀》《淵海子平》《三命通會》《神峰通考》《三辰通載》《星學大成》《星命溯源》《天官五星》《星平會海》《演禽通纂》《紫微斗數捷覽》《紫微斗數》(續道藏)《河洛理數》
- 卜：《周易》《皇極經世》《易圖通變》《河洛精蘊》《周易古占法》《易學四同別錄》《卜法詳考》《推背圖》《靈棋經》《京氏易傳》《火珠林》《卜筮元龜》《斷易天機》《卜筮全書》《靈臺秘苑》《乙巳占》《開元占經》《太一金鏡式經》《太一福應集要》《龍首經》《金匱玉衡經》《六壬神定經》《六壬大全》《六壬總歸》《六壬直指》《遁甲符應經》《遁甲演義》《奇門五總龜》《奇門寶鑑》《五行大義》《玉匣記》《曆事明原》《陳子性藏書》《協紀辨方書》《擇吉會要》《諏吉述正》《風角書》《太白陰經》《參籌秘書》
- 相 ：《月波洞中記》《玉管照神局》《太清神鑑》《神相全編》《相理衡真》《管氏地理指蒙》《葬書》《地理新書》《撼龍經》《疑龍經》《雪心赋》《博山篇》《玉髓真經》《催官篇》《平砂玉尺經》《人子須知》《地理五訣》《陰宅集要》《黃帝宅經》《陽宅十書》《陽宅三要》《陽宅集成》《水龍經》

## 道藏編纂

### 分類
三洞四輔是道教所特有的一種對道經丹書的分類方法，道藏就是用這種方法編目的。其中「三洞」、「四輔」合稱「七部」。三洞為，洞真、洞玄、洞神。四輔為，太玄、太平、太清、正一。三洞之下又再分為十二類，是為三十六部。十二類為本文、神符、玉訣、靈圖、譜錄、戒律、威儀、方法、眾術、記傳、讚頌、章表。
七部各有其道統源流，不同教派的經典有各自的傳授和發展源流，最終形成了七部分類體系。
從道經源流來說，洞真部是上清經，洞玄部是靈寶經，洞神部是三皇經，太玄部是老子經，太平部是太平經，太清部是丹書，正一部是天師道經。隨著道經不斷增加，從唐起，有些道經已不能爲七部所容，《道藏》的分類就有些不適應需要了。
明代《正統道藏》視「洞真部」為元始天尊所說，「洞玄部」為靈寶天尊所說，「洞神部」為太上老君所說，對道經的分類就不盡合其源流。如上清經當入《洞真部》，而今大多入《正一部》；《度人經》諸家注當入《洞玄部》，而今入《洞真部》；道家諸子註疏當入《太玄部》，而今入《洞真部》。《道藏輯要》參照明代道藏，將「三洞」及受啟於「三清」的道書放在前面。
《中華道藏》依道門舊例，保留三洞四輔名目，但所收經書皆據其內容性質，或時代先後、所屬門派，重新分類為三洞真經、四輔真經、道教論集、道法眾術、道教科儀、仙傳道史、目錄索引七大類，分編為49冊。
南宋鄭樵《通志·藝文略》將著錄的道經分爲25類：1老子、2莊子、3諸子、4陰符經、5黃庭經、6參同契、7目錄、8傳、9記、10論、11書、12經、13科儀、14符籙、15吐納、16胎息、17內視、18導引、19辟穀、20內丹、21外丹、22金石藥、23服餌、24房中、25修養。
元朝馬端臨《文獻通考》將道家之術分為五類：1 清淨：黃帝、老子、列禦寇、莊周之書所言者，清凈無為而巳，而略及鍊養之事，服食以下，所不道也。2 鍊養：赤松子、魏伯陽之徒，則言鍊養而不言清靜。3 服食：盧生、李少君、欒大之徒，則言服食而不言鍊養。4 符籙：張道陵、寇謙之之徒，則言符籙而俱不言鍊養服食。5 經典科教：杜光庭而下，以及近世黃冠師之徒，則專言經典科教，所謂符籙者，特其教中一事，於是不惟清凈無為之說略不能知其旨趣，雖所謂鍊養服食之書，亦未嘗過而問焉矣。

### 歷史
南北朝時，陸修靜於公元471年編《三洞經書目錄》是道藏雛形。唐玄宗下令四處搜訪道經，加上原來所藏，纂修成《開元道藏》，目錄曰《三洞瓊綱》。宋真宗、宋徽宗、金世宗等帝王，皆下令搜訪道經，編修道藏，其中宋真宗時又編有《雲笈七籤》，撮道藏之精要，有「小道藏」之譽。元朝時，全真道道士，將全真道新撰著作納入道藏，是為《玄都宝藏》。
元宪宗、元世祖先後兩次焚經，元末又被兵禍，《道藏》多毀亡。
明朝兩次纂校《道藏》，先後由43代天師张宇初、通妙真人邵以正負責。明英宗正統十年，刊校事竣，共5305卷。明神宗萬曆三十五年，50代天師張國祥刊續《道藏》，凡180卷，名曰《萬曆續道藏》。
清朝無道藏之結集。道書纂修最重要的有《道藏輯要》，收道藏之精華，又收明清時期新出道書。
當代編有《藏外道書》、《敦煌道藏》、《道書集成》、《三洞拾遺》、《莊林續道藏》、《中華道藏》、《中華續道藏初輯》、《東方道藏•民間道書合集》，並且有蒐集整理明《道藏》未收道書，將明代以來數百年問世的道教文獻，編纂為《中華續道藏》的計畫。在選輯方面，丁福保編纂的《道藏精華錄》，不收諸子和外丹齋醮之書，以《雲笈七籤》、《修真十書》、《道貫真源》為核心，尤重內丹典籍。蕭天石主編的《道藏精華》，選錄《道藏》及藏外丹經與孤本佚籍。中國道教協會編纂、李光富主編的《中華道經精要》，收錄了1540部道經，精選明代《道藏》主要經書，並補充大量藏外道書，《道藏》以外的道書佔了百分之四十。
現存明代正統、萬曆年間編纂的道書總集《道藏》，共有5485卷，1487種書，若加上《道藏》失收，以及明代以後出現的道書，許多學者估計，不下萬卷。
|        | 1             | 2              | 3              | 4              | 5              | 6                | 7                            | 8                            | 選輯                 |
| ------ | ------------- | -------------- | -------------- | -------------- | -------------- | ---------------- | ---------------------------- | ---------------------------- | -------------------- |
| 名稱   | 開元道藏      | 天宮寶藏       | 政和萬壽道藏   | 瓊章寶藏       | 大金玄都寶藏   | 玄都寶藏         | 正統道藏                     | 萬曆續道藏                   | 重刊道藏輯要         |
| 發行年 | 天寶七年(748) | 天禧三年(1019) | 政和三年(1113) | 淳熙二年(1175) | 明昌二年(1192) | 昭慈三年(1244)   | 正統十年(1445)               | 萬曆三十五年(1607)           | 光緒三十二年(1906)   |
| 數量   | 3744~7300卷   | 4565卷         | 5481卷         | 5481卷         | 6455卷         | 7800卷           | 5305卷                       | 180卷                        | 531卷(292種書)       |
| 狀態   | 亡佚          | 亡佚           | 亡佚           | 亡佚           | 亡佚           | 僅存兩種道書     | 藏北京白雲觀、上海圖書館等地 | 藏北京白雲觀、上海圖書館等地 | 藏成都青羊宮         |
| 發起人 | 唐玄宗        | 宋真宗         | 宋徽宗         | 宋孝宗         | 金章宗         | 全真教道士宋德方 | 明成祖                       | 明神宗                       | 四川二仙庵閻永和住持 |

## 石刻及墨寶
道教石刻經文，約始於唐代中葉。最早的道教刻石為唐朝景龍二年 (公元708年)易州「龍興觀道德經碑本」。開元26年 (公元738年)，龍興觀又造有「唐玄宗御注道德經」經幢，於現存數通古代道德經幢中，保存最為完好。另外，在邢州龍興觀、慶陽縣天真觀、文登縣崑嵛山等地都還存有鐫刻道德經的石碑、摩崖或經幢。除了老子《道德經》，現下還留存的道教石刻經文，尚有《陰符經》、《常清靜經》、《消災護命經》、《生天得道經》、《北方真武妙經》等十餘種。
薈萃了中國古代碑石藝術的西安碑林，就收有郭忠恕用篆書、隸書、古文三體書寫的陰符經，以及北宋太平興國五年 (公元980年)長安國子監的《佛道圖文碑》。石碑刻有一篇佛教經文：摩利支天經（道教尊為斗姆元君），和四篇道教經文：黃帝陰符經、太上老君常清淨經、太上昇玄消災護命經、太上天尊說生天得道經。北宋元符二年（1099年）於河南嵩山刻有《元始天尊說北方真武經》的石碑。
明朝宣德三年，貯藏石刻佛經的房山石經第七洞，在全真道士陳風便和正一道士王至玄的募刻下，收納了《高上玉皇本行集經髓》、《太上洞玄靈寶高上玉皇本行集經》、《玉皇本行集經纂》、《無上玉皇心印經》四部道經。珍貴的道書碑刻，則有王屋山的《有唐貞一先生廟碣》。其碑陰刻有道士張弘明抄錄的形神《坐忘論》，和雲笈七籤所收版本不同。
書法家寫道經，則始於王羲之、楊羲二人，以《黃庭經》和《內景經》為代表。道教經典中，除《黃庭》系統之外，被寫得最多也最早的，為題名褚遂良手書的《陰符經》，褚書所傳另有《度人經》《西昇經》。唐朝廣受推崇的道經書帖，尚有題名為柳公權書寫的《度人經》《常清靜經》《消災護命經》和鍾紹京《靈飛六甲經》帖。
唐代亦為道經寫本發展的高峰期，存世800餘件的敦煌道經寫卷中，種類涵蓋三洞四輔的經藏體系。傳抄最多的為《太玄真一本際經》，老子《道德經》亦佔相當比例，其次有《洞淵神咒經》、《老子化胡經》、 《靈寶天尊說十戒經》等。道經雜抄，以及道士論道、行齋醮符籙的文書也在抄寫之列。
唐代以後，蘇東坡、米芾、趙孟頫、文徵明、祝允明、董其昌、孔繼涑等人，都是兼寫佛道經典的大家。所留法帖，除了《黃庭經》、《陰符經》、《道德經》、《洞古經》、《玉樞經》、《高上大洞玉經》之外，更廣及《參同契》、《金丹四百字》、《太上感應篇》、《純陽呂祖寶誥》和《關聖帝君寶訓》。古代帝王也有道教寫經作品傳世，他們出於對道教經書的重視或者對書法的愛好而有寫經活動。如宋高宗寫《黃庭經》，清聖祖寫《太上玄靈北斗本命延生真經》等。古代帝王特殊的社會地位，大大提高了道教寫經的社會影響力。
整體而言，早期道教與書法的關係比佛教密切，後期在三教合流的風氣下，則大多兼寫佛道經。道經刻石則起步較晚，所刻亦少，不及佛經石刻興盛。晚清藏書家葉昌熾就說：「佛經之精者皆大字，而碑為多；道經之精者皆小楷，而帖為多」。

## 佛道論爭
從漢魏六朝時期，印度佛教傳入中國，道教也開始萌發，大約在西晉時兩者的碰撞和衝突加劇，並在南北朝時期達到高峰。作為衝突標誌之一的，是老子化胡說及撰造出《老子化胡經》等相關經典。老子化胡說的主要內容是說老子西出函谷關，化身為釋迦牟尼，創立佛教。
佛教的一方，對此說的反擊是，改變既有道經的內容，或憑空撰造佛經，以推翻此說，例如撰造《清淨法行經》說孔子、老子、顏回都是釋迦牟尼弟子在中國的化身作為回應。另外一種策略，則是還原老子的歷史身份，並將老子和道教的聯繫分離開來，如主張《道德經》是眞典，其他道經是附會老子的產物，並且其他道經追求成為神仙的思想與老子順應自然的觀點違背，又認為老子雖是偉大的思想家，但非超脫世俗的神仙，而是會經歷生老病死的凡夫。
劉玲娣指佛教對老子的看法，表面上看似理性，實質上仍立足在佛教的宗教教義基礎之上，而佛、道教對老子是否長生的不同見解，也是兩者在教義上有所衝突的體現。

## 研究書目
- 白雲霽，《道藏目錄詳註》（明熹宗天啟六年，1626年）
- 陳國符，《道藏源流考》，中華書局，1949年，ISBN 9787101103052
- 吉岡義豊， 《道教経典史論》，道教刊行会，1955年
- 朱越利，《道經總論》，遼寧教育出版社，1991年，ISBN 9787538215427
- 朱越利，《道藏分類解題》，華夏出版社，1996年，ISBN 7508007824
- 田誠陽，《道經知識寶典》，四川人民出版社，1996年，ISBN 9787220029028
- 丁培仁，《道教典籍百问》，今日中国出版社，1996年，ISBN 9787507204094
- 施舟人、傅飛嵐，《The Taoist Canon》（道藏通考），芝加哥大學出版社，2004年，ISBN 0226738175
- 任繼愈，《道藏提要》，中國社會科學出版社，2005年，ISBN 9787500402688
- 蕭登福，《正統道藏提要》，文津，2011年，ISBN 9789576689482
- 朱越利，《道藏说略》，北京燕山出版社，2009年，ISBN 9787540219680
- 王卡，《道教經史論叢》，巴蜀書社，2007年，ISBN 9787806599822
- 丁培仁，《増注新修道藏目錄》，巴蜀書社，2008年，ISBN 9787807520689
- 黎志添等，《道藏輯要．提要》，香港中文大學出版社，2021年，ISBN 9789882371880

## 外部連結

### 文章
- Louis Komjathy：Daoist Texts in Translation. （页面存档备份，存于）
- 張澤洪：道教三洞學說及其在中古道教史上的影響
- 謝世維：從近代西方宗教理論的觀點看六朝道教經典的幾種建構模式 （页面存档备份，存于）
- 王承文：論隋唐道經分類體系的確立及其意義 （页面存档备份，存于）
- 張敬梅：正一之法與上清之法——兼論唐代道經與道派的關係 （页面存档备份，存于）
- 朱越利：《道藏》的编纂、研究和整理 （页面存档备份，存于）
- 游玄洞天主人：道教文獻學入門
- 田誠陽：道經知識寶典
- 劉志：中國古代道教寫經
- 白照傑：仙階與經教：先唐道教法位制度源流爬梳 （页面存档备份，存于）
- 柏夷：《靈寶經》溯源 （页面存档备份，存于）
- 張超然：《道德經》的傳授、誦讀與道教法位階次
- 道教徒習誦之經典 （页面存档备份，存于）
- 如何閱讀丹經 （页面存档备份，存于）
- 修道推薦閱讀書目 （页面存档备份，存于）（陳攖寧、蕭天石）

### 道教文本
- 白雲深處人家：中華傳統道家文化資料館 （页面存档备份，存于）
- 道教科儀經典 （页面存档备份，存于）
- 道教學術資訊網站 - 道藏文字版／影印版 （页面存档备份，存于）
- Kanseki Repository - 正統道藏 （页面存档备份，存于）／道藏輯要 （页面存档备份，存于）
- 香港道教學院 - 道教研究資料搜尋 （页面存档备份，存于）
- 香港中文大學圖書館 - 道教經典文庫 （页面存档备份，存于）
- 道藏綜合目錄檢索 （页面存档备份，存于）（ISO 2022編碼）
- 道教经典学术研究 - 文本检索 （页面存档备份，存于）
- 中央研究院 - 正統道藏文本檢索（部份） （页面存档备份，存于）